# 托馬斯·德·昆西

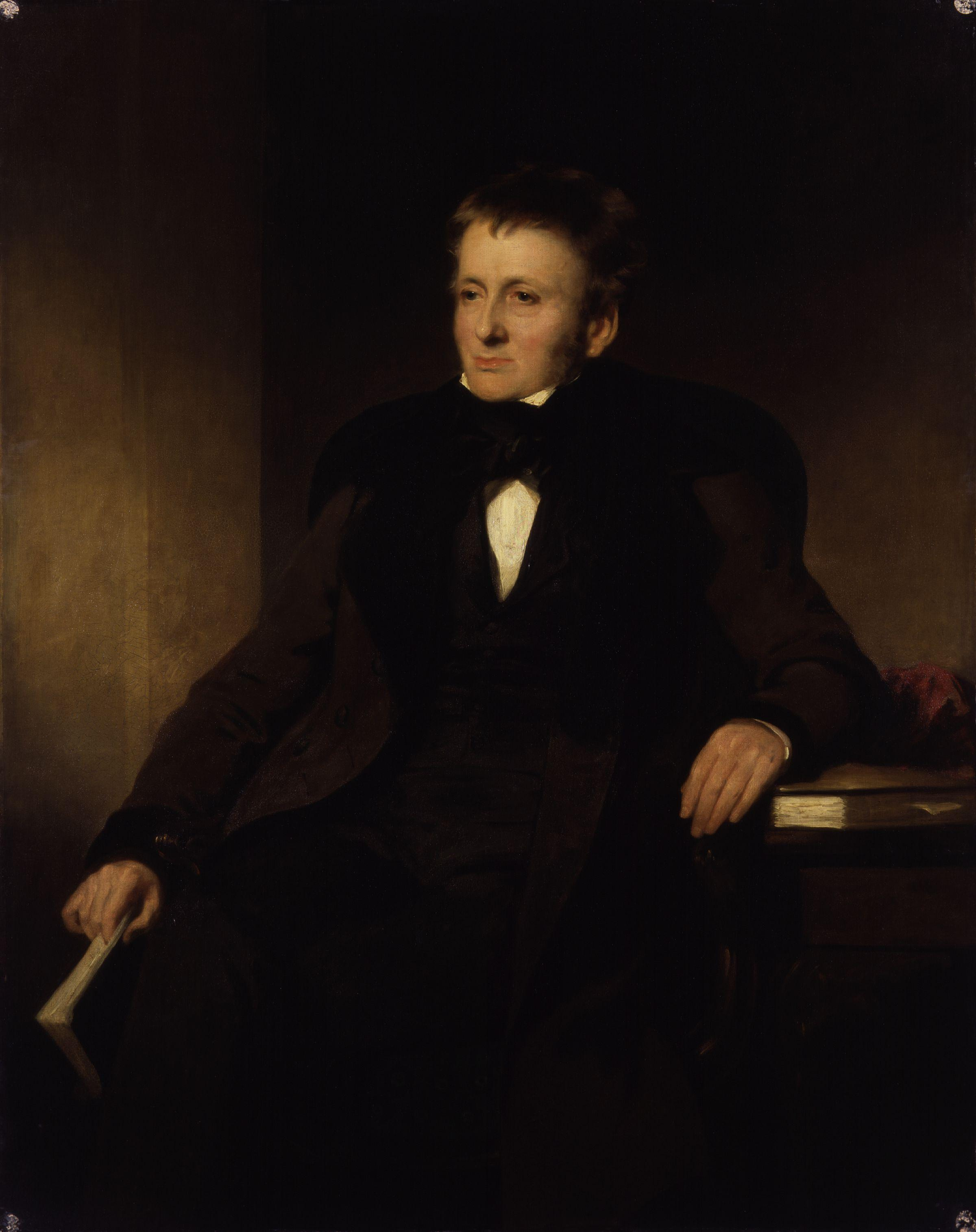
約翰·沃特森-戈登繪製的昆西像

托馬斯·彭森·德·昆西（英語：Thomas Penson De Quincey，/də ˈkwɪnsi/；1785年8月15日—1859年12月8日）是一位英國散文家，以其《一个英格蘭鸦片吸食者的自白》（Confessions of an English Opium-Eater，1821） 知名。

## 生平
托馬斯·昆西出生於曼徹斯特十字街86號（86 Cross Street），其父是一名事業有成的商人，也是一位文學愛好者，但在昆西年幼時即去世。昆西年幼多病，但在母親的看護和教導下順利長大。1800年入讀曼徹斯特文法學校，預備報考牛津大學青銅鼻學院，但19個月後輟學而去。

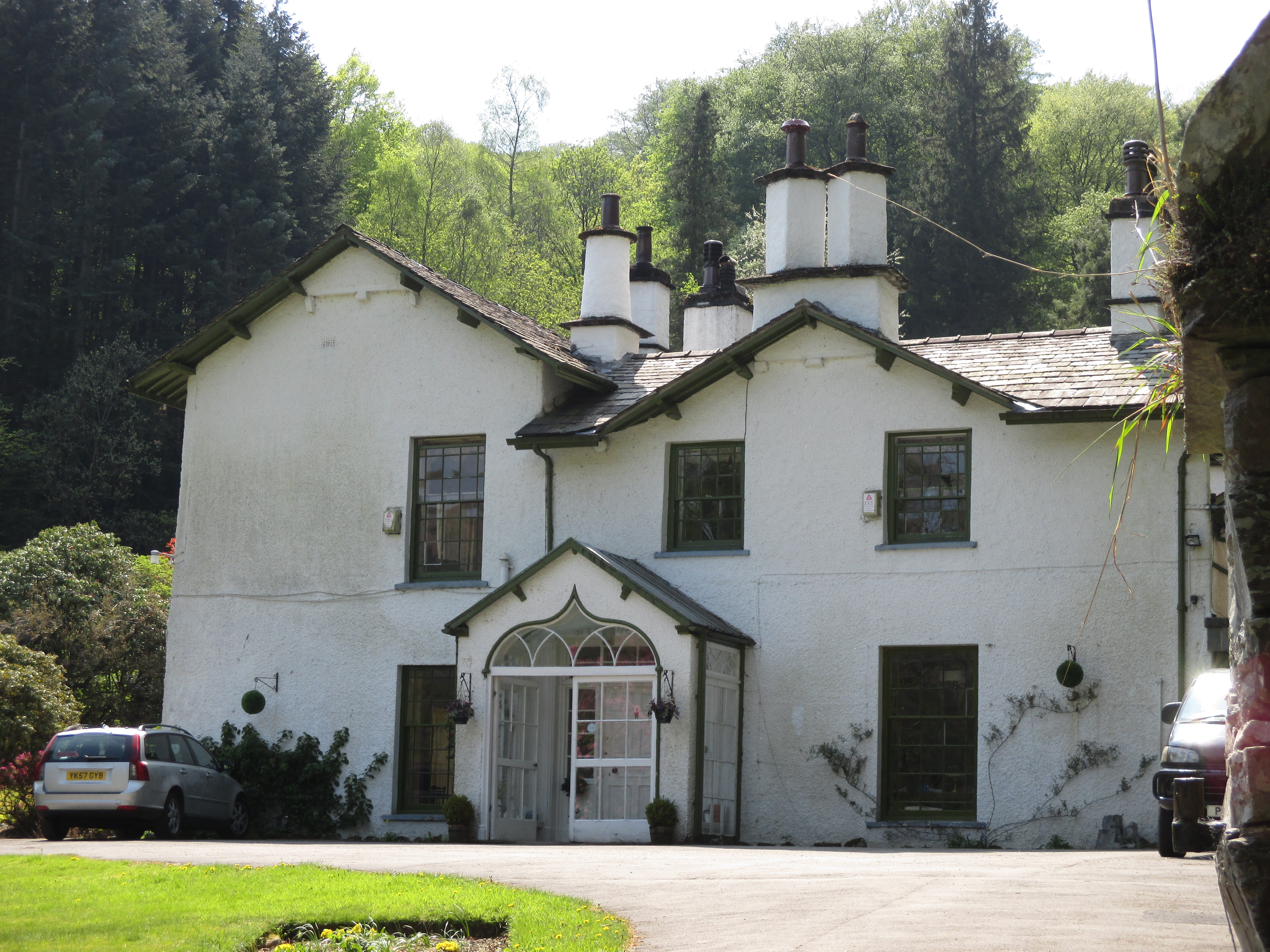
Fox Ghyll，1820年至1825年間德·昆西曾在此居住

回了一趟家之後，他開始四處旅行，但因缺錢而窮困潦倒。偶然一次機會，他遇到了自己的朋友，最終被帶回了家，後來就讀牛津大學伍斯特學院。1804年，他在牛津就學期間開始吸食鴉片，最終沒能通過畢業考試。
他和柯勒律治、华兹华斯是朋友，受華茲華斯的影響，昆西在1809年前往湖區的格拉斯米尔定居。他曾居住過10年的“Dove Cottage”和5年的“Fox Ghyll”現在還保留著。他在1816年結婚，因缺錢而開始進行文學創作。妻子瑪格麗特（1837年去世）給他生下了八個孩子。
1818年7月他成為親托利黨的《威斯特摩蘭公報》的編輯，但因為老是拖稿而使出版方不滿，最終在1819年11月辭職。他在政治上傾向右派，維護貴族的利益，但也是堅定的廢奴主義者。

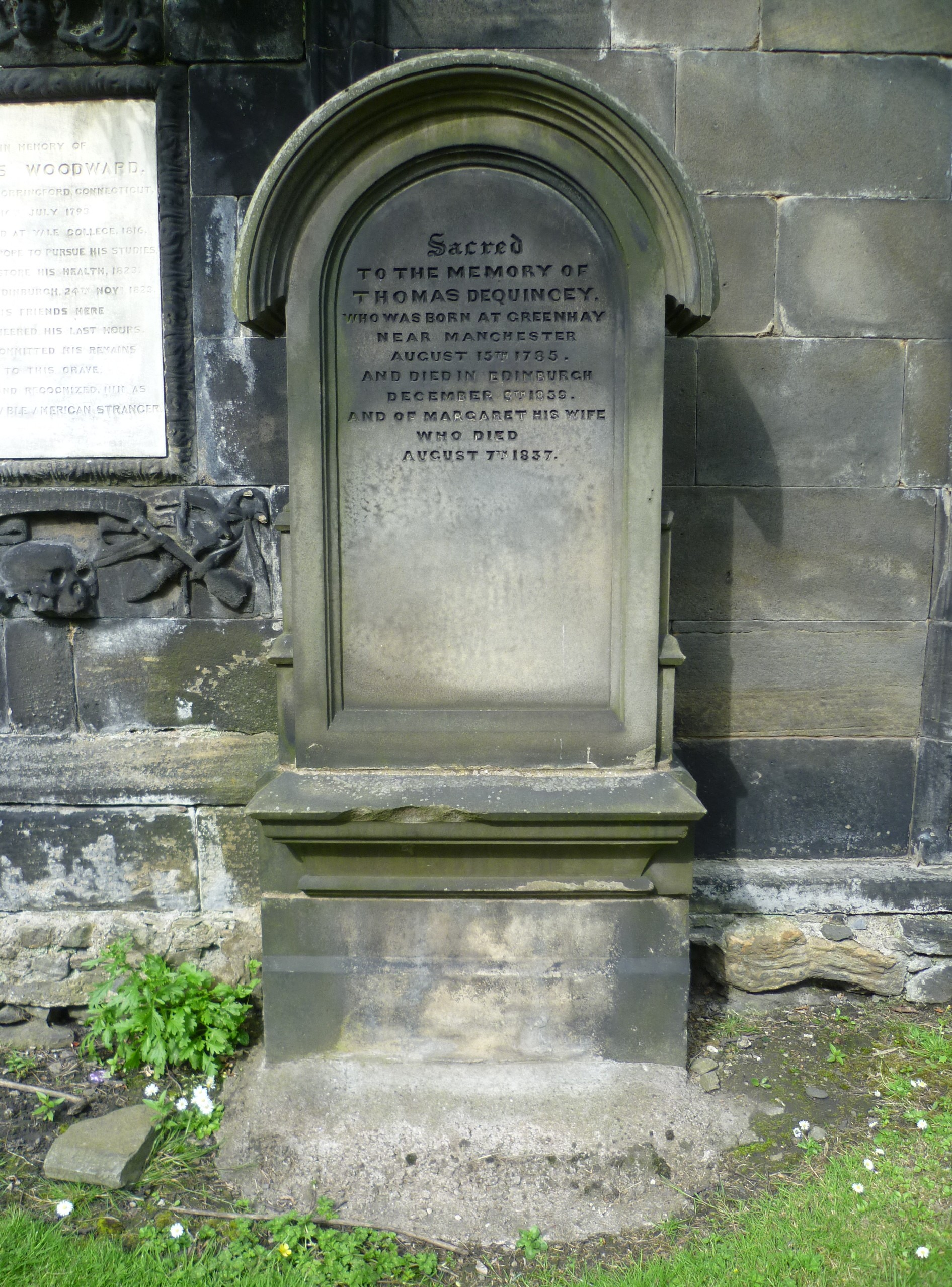
德·昆西在愛丁堡圣卡斯伯特教堂的墓碑

1821年前往倫敦，根據自身經歷寫成《一個英格蘭鴉片吸食者的自白》（Confessions of an English Opium-Eater），在《倫敦雜誌》（London Magazine）上發表，後來又以書的形式出版，由此他在文學界開始有了些名氣。不久之後他前往蘇格蘭，曾在愛丁堡及其他城市定居。他的餘生均在蘇格蘭度過，最終在愛丁堡逝世。

## 外部連接
- Thomas De Quincey Homepage （页面存档备份，存于）
- Thomas De Quincey的作品  - 古騰堡計劃
- 互联网档案馆中托馬斯·德·昆西的作品或与之相关的作品
- Works by Thomas De Quincey （页面存档备份，存于），Hathi Trust
- 來自托馬斯·德·昆西的LibriVox公共領域有聲讀物
- 开放图书馆中托馬斯·德·昆西的著作